# Rumeysa Aredba
Hatice Rumeysa Hayrıdil Aredba (Adler, 1873 – Istanbul, 1927) è stata una principessa e scrittrice abcasa, nota per essere stata dama di compagnia di Nazikeda Kadin, consorte dell'ultimo sultano ottomano Mehmed VI, e per essere stata una delle prime dame ottomane a scrivere le sue memorie.

## Biografia
Rumeysa Hanim nacque come principessa Hatice Aredba a Adler, in Abcasia, nel 1873. Era membro della famiglia principesca degli Aredba e suo padre era il principe Halil Bey Aredba. Aveva una sorella maggiore, Amine Seten, che sposò Şehzade Yusuf Izzeddin con il nome di Nazikeda Hanim, e una sorella minore, Pakize Hanım, sposata con Esad Bey, un nobile ungherese. Era inoltre cugina di Nazikeda Kadın e Iryale Hanım, consorti rispettivamente di Mehmed VI e Şehzade Mehmed Selim.
Nel 1876 fu inviata a Istanbul, al Palazzo sultanale, con le sorelle e le cugine, perché ricevesse un'educazione. Entrò a servizio di Cemile Sultan, e come da regola cambiò nome, assumendo quello di Rumeysa Hayrıdil Hanim. Quando, nel 1885, sua cugina Emine Nazikeda sposò il futuro Mehmed VI passò al suo servizio.
Nel 1924 il Sultanato cadde e la dinastia, insieme alle famiglie a loro legate, venne mandata in esilio dal nuovo regime repubblicano e nazionalista.
Rumeysa seguì Mehmed VI a Sanremo, in Italia, dove scrisse le sue memorie, intitolate Sultan Vahdeddinin San Remo Günleri.
Nel 1926 Mehmed morì e Rumeysa poté rientrare a Istanbul, dove morì nel 1927, di cancro.